# Hotîn, Rivne
Hotîn (în ucraineană Хотин) este un sat în comuna Șpaniv din raionul Rivne, regiunea Rivne, Ucraina.

## Demografie
Componența lingvistică a localității Hotîn
     Ucraineană (98,94%)
     Rusă (1,06%)
Conform recensământului din 2001, majoritatea populației localității Hotîn era vorbitoare de ucraineană (98,94%), existând în minoritate și vorbitori de rusă (1,06%).